# Memorial por la Diversidad de Chile
El Memorial por la Diversidad Daniel Zamudio Vera es un monumento conmemorativo chileno ubicado en el Cementerio General de Santiago dedicado para recordar y rendir honor a los asesinados por homofobia en Chile, convirtiéndose así en el primer monumento en otorgar un reconocimiento a la diversidad sexual y otras minorías presentes en el país. Asimismo, es el segundo monumento LGBT de América Latina, luego de la Plaza de la Diversidad Sexual de Montevideo, Uruguay.

## Historia
El memorial fue inaugurado el 20 de enero de 2014 y contiene los restos mortales de Daniel Zamudio, joven chileno asesinado por su orientación sexual gay en 2012 en la capital chilena. El acto de inauguración estuvo encabezado por los padres de Zamudio (Iván Zamudio y Jacqueline Vera), Cecilia Pérez Jara (vocera de gobierno), Daniel Jadue (alcalde de Recoleta) y Rolando Jiménez (presidente del Movilh).
Adicionalmente a la placa recordatoria de Daniel Zamudio, el 27 de marzo de 2016 fueron instaladas 32 placas con los nombres de otras víctimas chilenas asesinadas por actos de violencia contra personas LGBT. El 27 de marzo de 2017 se añadieron cuatro placas de víctimas que fallecieron en 2016. Posteriormente, el 27 de marzo de 2018 se añadieron 3 nuevas placas de víctimas; en la misma fecha de 2019 se añadieron otras 3 placas recordando a las víctimas de ataques en 2018, además de una placa que recuerda a la persona fallecida en el denominado «Episodio homosexual» ocurrido en Arica en 1975. El 29 de marzo de 2021 fueron añadidas 11 nuevas placas, que contienen a las víctimas fatales de ataques homofóbicos o transfóbicos ocurridos en 2019 y 2020. El 27 de marzo de 2022 fueron añadidas las placas de 3 víctimas fallecidas en 2021, además de una placa que recuerda a Hans Pozo, asesinado en 2006.

## Características
La obra, de estilo moderno brutalista, consta principalmente de un muro de concreto con varios monolitos rectangulares de diversos tamaños en su frente, fue diseñada por los arquitectos chilenos Jorge Morales, Leandro Capetto e Ignacio Rivas. El financiamiento del memorial se realizó mediante aportes obtenidos a través de recaudación de fondos por financiación colectiva, una subvención presidencial del gobierno de Sebastián Piñera, donaciones de empresas privadas y de la comunidad judía en Chile.